# Gdański
Gdański là một huyện thuộc tỉnh Pomorskie của Ba Lan. Huyện có diện tích 794 km². Đến ngày 1 tháng 1 năm 2011, dân số của huyện là 95710 người và mật độ 121 người/km².